# Thyropygus schubarti
Thyropygus schubarti är en mångfotingart som beskrevs av Demange 1961. Thyropygus schubarti ingår i släktet Thyropygus och familjen Harpagophoridae. Inga underarter finns listade i Catalogue of Life.